# Кічерели
Кічере́ли — село в Україні, у Хустському районі Закарпатської області. Входить до складу Драгівської сільської громади. Населення становить 946 осіб (станом на 2001 рік). Село розташоване на сході Хустського району, за 22,8 кілометра від районного центру.

## Географія
Село Кічерели лежить за 22,8 км на північний схід від районного центру, фізична відстань до Києва — 539,1 км.

### Клімат
| Клімат Кічерели         | Клімат Кічерели | Клімат Кічерели | Клімат Кічерели | Клімат Кічерели | Клімат Кічерели | Клімат Кічерели | Клімат Кічерели | Клімат Кічерели | Клімат Кічерели | Клімат Кічерели | Клімат Кічерели | Клімат Кічерели | Клімат Кічерели |
| Показник                | Січ.            | Лют.            | Бер.            | Квіт.           | Трав.           | Черв.           | Лип.            | Серп.           | Вер.            | Жовт.           | Лист.           | Груд.           | Рік             |
| Середній максимум, °C   | −0,4            | 1,6             | 7,3             | 13,8            | 19,2            | 22,0            | 23,6            | 23,3            | 19,4            | 13,9            | 6,5             | 1,6             | 12,7            |
| Середня температура, °C | −3,8            | −1,8            | 2,9             | 8,6             | 13,6            | 16,6            | 18,0            | 17,7            | 14,0            | 8,8             | 3,2             | −1,2            | 8,0             |
| Середній мінімум, °C    | −7,1            | −5,2            | −1,4            | 3,5             | 8,1             | 12,2            | 12,5            | 12,1            | 8,6             | 3,8             | −0,1            | −3,9            | 3,6             |
| Норма опадів, мм        | 49              | 44              | 44              | 56              | 82              | 104             | 91              | 80              | 52              | 46              | 54              | 64              | 766             |
| ----------------------- | --------------- | --------------- | --------------- | --------------- | --------------- | --------------- | --------------- | --------------- | --------------- | --------------- | --------------- | --------------- | --------------- |
| Джерело:                |                 |                 |                 |                 |                 |                 |                 |                 |                 |                 |                 |                 |                 |

## Населення
Станом на 1989 рік у селі проживали 963 особи, серед них — 488 чоловіків і 475 жінок.
За даними перепису населення 2001 року у селі проживали 946 осіб. Рідною мовою назвали:
| Мова       | Кількість осіб | Відсоток |
| ---------- | -------------- | -------- |
| українська | 943            | 99,68%   |
| російська  | 2              | 0,21%    |
| білоруська | 1              | 0,11%    |

## Політика
На виборах у селі Кічерели працює окрема виборча дільниця, розташована в приміщенні школи. Результати виборів:
- Парламентські вибори 2002: зареєстровано 586 виборців, явка 64,33%, найбільше голосів віддано за Блок Віктора Ющенка «Наша Україна» — 27,06%, за СДПУ (о) — 20,95%, за блок «За єдину Україну!» — 10,88%. В одномандатному окрузі найбільше голосів отримав Михайло Сятиня (самовисування) — 36,60%, за Володимира Кащука (СДПУ (о)) проголосувало 20,69%, за Василя Лінтура (самовисування) — 13,53%[7].
- Вибори Президента України 2004 (перший тур): зареєстровано 654 виборці, явка 60,24%, з них за Віктора Януковича — 58,88%, за Віктора Ющенка — 33,50%, за Олександра Яковенка — 1,77%[8].
- Вибори Президента України 2004 (другий тур): зареєстровано 654 виборці, явка 56,57%, з них за Віктора Януковича — 57,56%, за Віктора Ющенка — 39,18%[9].
- Вибори Президента України 2004 (третій тур): зареєстровано 654 виборці, явка 59,17%, з них за Віктора Ющенка — 53,22%, за Віктора Януковича — 38,24%[10].
- Парламентські вибори 2006: зареєстровано 676 виборців, явка 55,77%, найбільше голосів віддано за блок Наша Україна — 33,69%, за Партію регіонів — 25,73%, за Блок Юлії Тимошенко — 9,28%[11].
- Парламентські вибори 2007: зареєстровано 675 виборців, явка 50,67%, найбільше голосів віддано за Партію регіонів — 30,41%, за блок Наша Україна — Народна самооборона — 30,41%, за Блок Юлії Тимошенко — 18,42%[12].
- Вибори Президента України 2010 (перший тур): зареєстровано 710 виборців, явка 61,69%, найбільше голосів віддано за Віктора Януковича — 36,53%, за Віктора Ющенка — 18,04%, за Юлію Тимошенко — 13,01%[13].
- Вибори Президента України 2010 (другий тур): зареєстровано 714 виборців, явка 52,10%, з них за Юлію Тимошенко — 54,57%, за Віктора Януковича — 39,25%[14].
- Парламентські вибори 2012: зареєстровано 702 виборці, явка 32,76%, найбільше голосів віддано за УДАР — 32,17%, за Всеукраїнське об'єднання «Батьківщина» — 23,48% та Партію регіонів — 20,00%.[15] В одномандатному окрузі найбільше голосів отримав Павло Балога (Єдиний центр) — 47,77%, за Степана Дркача (Партія регіонів) — 34,01%, за Василя Лазоришинця (УДАР) — 5,26%[16].
- Вибори Президента України 2014: зареєстровано 702 виборці, явка 39,32%, з них за Петра Порошенка — 64,49%, за Олега Ляшка — 17,75%, за Юлію Тимошенко — 7,97%[17].
- Парламентські вибори в Україні 2014: зареєстрований 701 виборець, явка 33,24%, найбільше голосів віддано за «Народний фронт» — 33,05%, за Блок Петра Порошенка — 25,32% та Всеукраїнське аграрне об'єднання «Заступ» — 13,73%.[18] В одномандатному окрузі найбільше голосів отримав Павло Балога (самовисування) — 47,21%, за Василя Сабадоша (Народний фронт) проголосували 11,59%, за Василя Рішка (самовисування) — 11,59%[19].

## Релігія
У селі є релігійна громада Української Православної Церкви, яка послуговується храмом Свято-Рождества Іоанна Предтечі.